# ヴィリブ 181

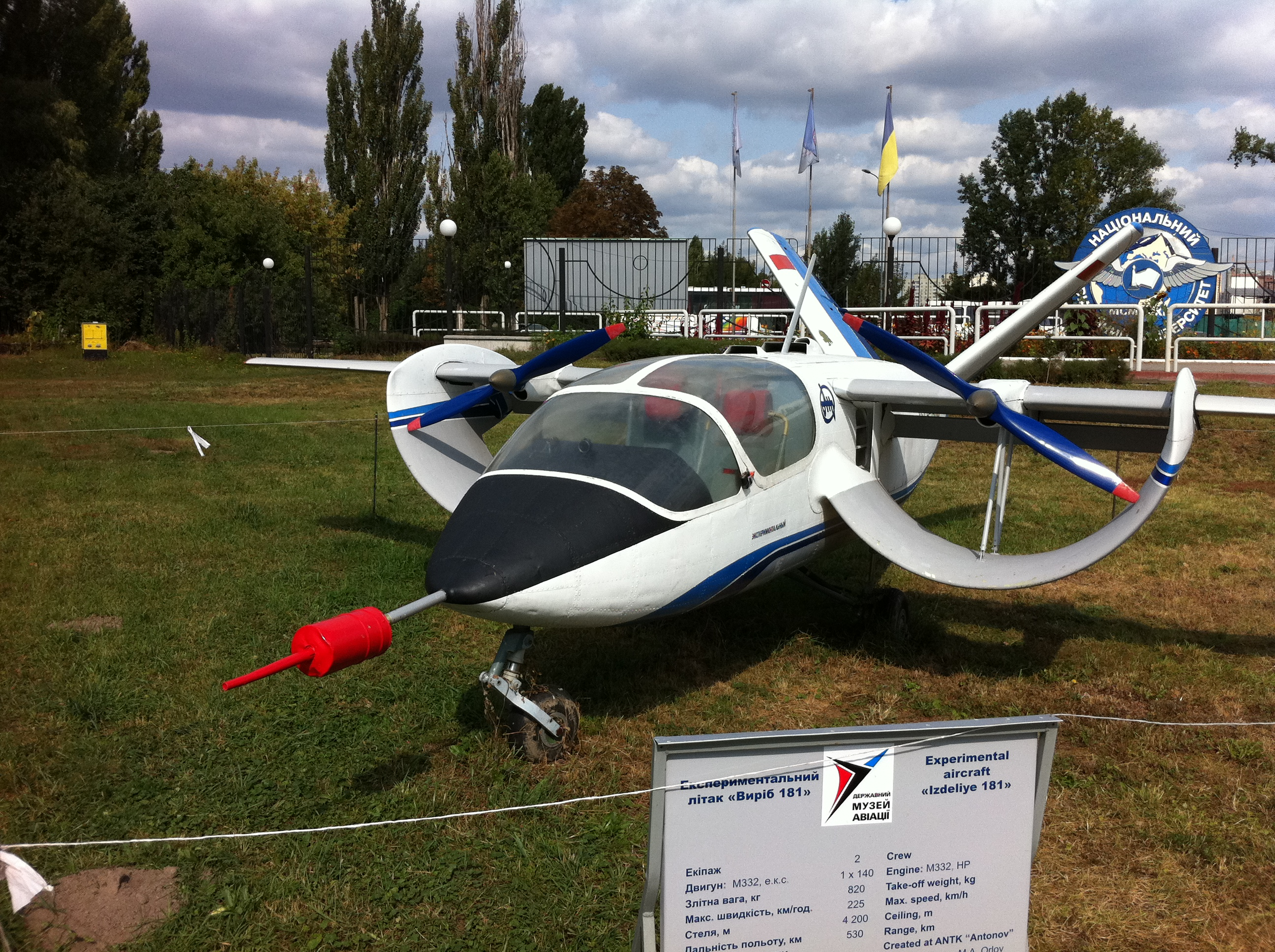
展示されるヴィリブ 181

ヴィリブ 181（ウクライナ語: Виріб-181）もしくはイズジェリェ 181（ロシア語: Изделие 181、Izdeliye 181）は、ウクライナのキエフを拠点とするANTKアントーノフによって1980年代末に製造された実験機である。

## 諸元
出典: ウクライナ国立航空博物館
諸元
- 乗員: 1名
- 定員: 2名
- 全長: 7.30 m
- 全高: 2.5 m
- 翼幅: 7.31 m
- 翼面積: 7.0 m2
- 最大離陸重量: 800 kg
- 動力: LOM М-337А（英語版） 空冷直列6気筒、 （140馬力 (100 kW)）   × 1

性能
- 最大速度: 225 km/h
- 失速速度: 57 km/h
- 航続距離: 530 km
- 実用上昇限度: 4,200 m
- 離陸滑走距離: 70 m